# Antípatro de Bostra
Antípatro de Bostra foi um dos mais proeminentes prelados orientais e estava ativo por volta de 460 d.C. na cidade de Bostra. Ele foi um dos grandes opositores de Orígenes.
Pouco se sabe sobre a sua vida, exceto que ele era tido em grande estima por seus contemporâneos e suas obras foram incluídas na lista das oficiais (com autoridade) pelos bispos reunidos no sétimo concílio ecumênico (787). Através dos cânones deste concílio, alguns fragmentos de sua grande "Apologia para Orígenes" chegaram até nós. A obra de Antípatro era tida como uma obra genial e, até pelo menos 540 d.C., sua leitura era considerada como um "antídoto" à disseminação das heresias origenistas. Ele também escreveu um tratado sobre os apolinaristas, conhecido apenas por fragmentos, e diversas homilias, duas das quais chegaram até nós por inteiro.